# Hipódromo de Krieau
El hipódromo de Krieau (en alemán: Trabrennbahn Krieau) es una pista de carreras de caballos en el barrio de Leopoldstadt, en Viena, Austria. Fue inaugurado en 1878. La vieja tribuna y una torre para los funcionarios se terminaron en 1913. El hipódromo de Krieau es la segunda más antigua pista de carreras con arnés en Europa después del hipódromo central de Moscú construido en 1834. Los principales eventos de carreras anuales son el Österreichisches Traber-Derby establecido en 1886 y el conmemorativo Graf Kalman Hunyady, celebrado desde 1901. Krieau también se utiliza como espacio de conciertos.